# Dori (Burquina Fasso)
Dori é uma cidade burquinense, capital da província de Séno. Em 2012, sua população estava próximo de 19 910 habitantes.